# Мухліса Бубі
Мухліса Бубі (псевдонім, справжнє ім'я — Мухліс Габдельгаллямівна Нігматулліна, тат. Мөхлисә Буби (Мөхлисә Нигъмәтуллина); (1869 , İj-Bubıyd, Вятська губернія  — 23 грудня 1937 , Уфа )) — татарська громадська і мусульманська релігійна діячка, народна просвітителька. Перша жінка-каді в Росії.

## Біографія
Народилася в 1869 році в селі Іж-Бобья Сарапульського повіту В'ятської губернії Російської імперії (нині — Агризький район Татарстану). Походила з сім'ї потомствених улемів. Її батько став засновником медресе в рідному селі, яке згодом було перетворене на новометодну школу його синами і братами Мухліси, Губайдуллой та Габдуллой.
Навчалася Мухліса Бубі в медресе рідного села. З 1895-го року викладала в ній. У 1901 році Мухліса спільно з братами та їхніми дружинами, Насімою та Хусніфатімою, створила там же, в Іж-Бобьї, 6-річну жіночу учительську школу, де викладання велося татарською мовою.
У 1905 році відкрила медресе «Іж-Бобья» для жінок-мусульманок, де викладала основи ісламу, мови та літератури народів Сходу. У цьому медресе також викладалися педагогіка, математика, географія, історія, фізика, етика, логіка, російська мова.
30 січня 1911 року жандарми заарештували викладачів чоловіків. Жінки-викладачки продовжили роботу, Однак і вони були арештовані 18 січня 1912 року, при цьому бібліотека медресе була спалена. Мухліса Бубі переїжджає до міста Троїцьк Оренбурзької губернії, де очолює жіночий мектебе. З 1913 року викладала в жіночій гімназії.
У 1914 році Мухліса Бубі відкрила жіночу вчительську семінарію «Даруль-мугаллимат».
Мухліса Бубі брала участь у I Всеросійському мусульманському з'їзді, який проходив у Москві з 1 по 11 травня 1917 року. На з'їзді Мухліса була обрана одним із шести каді Центрального духовного управління мусульман. На цьому ж з'їзді було прийнято рішення про заборону багатоженства, необов'язковості хіджабу, можливість розлучення за ініціативою дружини («хула») без надання доказів неспроможності чоловіка.
Це був перший склад ЦДУМ обраний самими мусульманами, а не призначений владою і перший, що мав у своєму складі жінку. Мухліса Бубі переобиралася у 1920, 1923 і 1926 роках. Працюючи на цій посаді в Уфі, головним чином, аналізувала судові позови від мусульман, керувала сімейним відділом ЦДУМ, вела метричні книги. Також регулярно виступала в 1920-х роках зі своїми статтями з жіночого питання в газетах «Ульфат», «Ахбар», «Вакыт» і журналах «Сююмбіке» та «Іслам маджалласы». Основою її поглядів було переконання в тому, що мусульманські жінки можуть і повинні досягти рівноправності з чоловіками, при цьому зберігаючи моральність і не порушуючи завітів ісламу.
Репресована за звинуваченням в участі в «Контрреволюційній повстанській націоналістичній організації Башкирії». Заарештована 20 листопада 1937 року. 23 грудня 1937 року була розстріляна.
Постановою Президії Верховного суду Башкирської АРСР від 23 травня 1960 року Мухліса Бубі була виправдана і реабілітована.

## Пам'ять
Міністерство науки та освіти Республіки Татарстан з 2012 року проводить педагогічні читання імені Мухліси Бубі.
Всеросійська науково-практична конференція Читання імені Мухліси Бубі «Роль мусульманської жінки в освіті і гуманізації суспільства».
Премія імені Мухліси Бубі для жінок, що займаються збереженням і розвитком духовної спадщини татарського народу.
Вистава «Үлеп яратты» в театрі ім. Галіаскара Камала (Казань) (автор Ркаїль Зайдулла).